# Sesvetska Sopnica
Sesvetska Sopnica je dio zagrebačke gradske četvrti Sesvete. Ima oko 3000 stanovnika.
Sesvetska Sopnica je naselje na dobroj poziciji. Ima prodavaonicu prehrambene robe, pekaru, frizerski salon, osnovnu školu i dječji vrtić. Ima sve potrebno za jedno naselje u blizini centra četvrti Sesvete od kojeg je udaljeno samo 1500 m.
U naselju se nalazi Župna crkva sv. Marije Anđeoske.